# Le Jardin extraordinaire (émission de télévision)
Pour les articles homonymes, voir Le Jardin extraordinaire.
Le Jardin extraordinaire est une émission de télévision centrée sur la nature et l'environnement, créée le 3 octobre 1965 et initialement programmée le dimanche soir à 19 h 30 sur l'unique chaîne de la télévision publique belge francophone - RTB (le journal étant diffusé à l'époque à 20h00) avant d'être diffusée le samedi soir puis de revenir au dimanche dans les années 2010. Il s'agit de la plus ancienne émission du service public télévisuel avec le Journal Télévisé.

## Principe de l'émission
C'est Robert Geerts qui eut l'idée de convaincre André Hagon d'introduire une programmation de sciences naturelles dans une grille encore balbutiante. Et c'est le réalisateur Raymond Dastra qui songea à une émission le samedi soir, avec des animaux vivants sur le plateau. C'est la première émission de la RTB à être diffusée en couleur en 1971. L'émission tire son titre d'une chanson éponyme de Charles Trenet.
La formule, immuable, présente des reportages commentés en direct, soit par le réalisateur invité sur le plateau, soit par les présentateurs du Jardin extraordinaire. Jusqu'en 1978, toutefois, des animaux étaient fréquemment présents sur le plateau. Autour du binôme de présentateurs gravitent de nombreux collaborateurs scientifiques, chroniqueurs, « invités abonnés », etc. L'émission est également l'occasion de présenter l'actualité bibliographique, cinématographique ou muséale en lien direct avec la nature et sa conservation. Il est à rappeler que l'émission fut, à diverses reprises, présentée à tour de rôle, dans les années 1970, par une speakerine de la RTB (notamment Bérengère ou encore Monique De Lannoy).

## Présentateurs
- 1965-1991 : Arlette Vincent
- 1991-2014 : Claudine Brasseur[4]
- 2014 - : Tanguy Dumortier [5]

## Personnalités liées à l'émission
- Paul Galand (consultant) - à ne pas confondre avec l'homme politique homonyme Paul Galand
- Edgar Kesteloot (consultant)
- Thierry Hance (consultant)[6]
- Johan Michaux (consultant)
- Maryse Mayaudon (présentatrice d'animaux en studio - jusqu'en 1978)  - épouse du créateur et réalisateur de l'émission Raymond Dastra[7].
- 1982-1985 : Jean-Claude Valère-Gilles